# Sea Train (Eisenbahngesellschaft)
Sea Train, Eigenschreibweise SeaTrain, ist ein privates italienisches Eisenbahnverkehrsunternehmen (EVU), das für Kreuzfahrtpassagiere exklusive Verbindungen von Mittelmeerhäfen zu Städten im Landesinnern anbietet. Die erste angebotene Verbindung war der Roma Express, der ab 2005 zwischen Civitavecchia und Roma San Pietro verkehrte. Der Zug legt die Strecke ohne Zwischenhalt zurück und benötigt dafür ungefähr einer Stunde. 
Es folgten mit dem Napoli Express eine Verbindung auf der meterspurigen Ferrovia Circumvesuviana, eine weitere Verbindung von Livorno nach Florenz wurde 2008 geplant.
Die Gesellschaft war das erste EVU in Italien, das Personenverkehr anbot und nicht einer öffentlichen Körperschaft gehörte. Für die Züge stehen fünf von der Ferrovia Centrale Umbra gemietete ALn 776 und der ETR 089 der Ferrovia Circumvesuviana zur Verfügung, die rote Ledersitze erhalten haben und Taufnamen tragen.